# Oh Boy
«Oh Boy» — це сингл американського репера Cam'ron з його третього студійного альбому Come Home with Me, випущений 2 квітня 2002 року. У пісні взяв участь Juelz Santana. Сингл був номінований на премію «Греммі». «Boy» —  сленговий термін для героїну.
Трек включає семпли з пісні «I'm Going Down» Роуз Ройс. Він утримував перше місце у чартах Hot R&B/Hip-Hop Singles п’ять тижнів поспіль. Він також займав перше місце в рейтингу Hot Rap Tracks і досяг четвертого місця в Billboard Hot 100. Пісню спродюсував Just Blaze, який спочатку робив її для Memphis Bleek. Пісня посіла 89 місце в рейтингу 100 найкращих хіп-хоп пісень VH1.

## Музичне відео
Відео знімали в Гарлемі та Мангеттені.

## Чарти

### Щотижневі чарти
| Чарт (2002)                               | Пікова позиція |
| ----------------------------------------- | -------------- |
| Німеччина (Media Control AG)              | 70             |
| Нова Зеландія (RIANZ)                     | 50             |
| Шотландія (Official Charts Company)       | 35             |
| Велика Британія (Official Charts Company) | 13             |
| Велика Британія (UK R&B Chart)            | 1              |
| США (Billboard Hot 100)                   | 4              |
| США (Rap Songs) (Billboard)               | 1              |
| США (Hot R&B/Hip-Hop Songs) (Billboard)   | 1              |
| США (Mainstream Top 40) (Billboard)       | 24             |
| США (Rhythmic) (Billboard)                | 2              |
| США Top 40 Tracks (Billboard)             | 19             |

### Річні чарти
| Чарт (2002)                           | Позиція |
| ------------------------------------- | ------- |
| Велика Британія UK Singles (OCC)      | 197     |
| США Billboard Hot 100                 | 30      |
| США Hot R&B/Hip-Hop Songs (Billboard) | 8       |